# 戸田不二緒
戸田 不二緒（とだ ふじお、1934年 - ）は、日本の化学者、東京工業大学名誉教授。元職業能力開発総合大学校校長。元高度職業能力開発促進センター所長。シクロデキストリン学会顧問。

## 来歴
1963年東京工業大学大学院理工学研究科博士課程修了。1964年東京大学工学部助手。1981年東京工業大学工学部教授。1993年東京工業大学生命理工学部長。1994年東京職業能力開発短期大学学長。1999年高度職業能力開発促進センター所長。2000年職業能力開発総合大学校校長。東京工業大学名誉教授、職業能力開発総合大学校名誉教授、シクロデキストリン学会顧問。シクロデキストリン学会賞受賞。

## 編書
- 『人工酵素・生体膜デザイン』シーエムシー 1985年
- 『人工酵素と生体膜』シーエムシー出版 2003年